# Papilio erskinei
Papilio erskinei là một loài bướm thuộc họ Bướm phượng (Papilionidae). 
Loài Papilio erskinei được mô tả năm 1866 bởi Mathew. Loài bướm Papilio erskinei sinh sống ở đảo Ugi.

## Hình ảnh

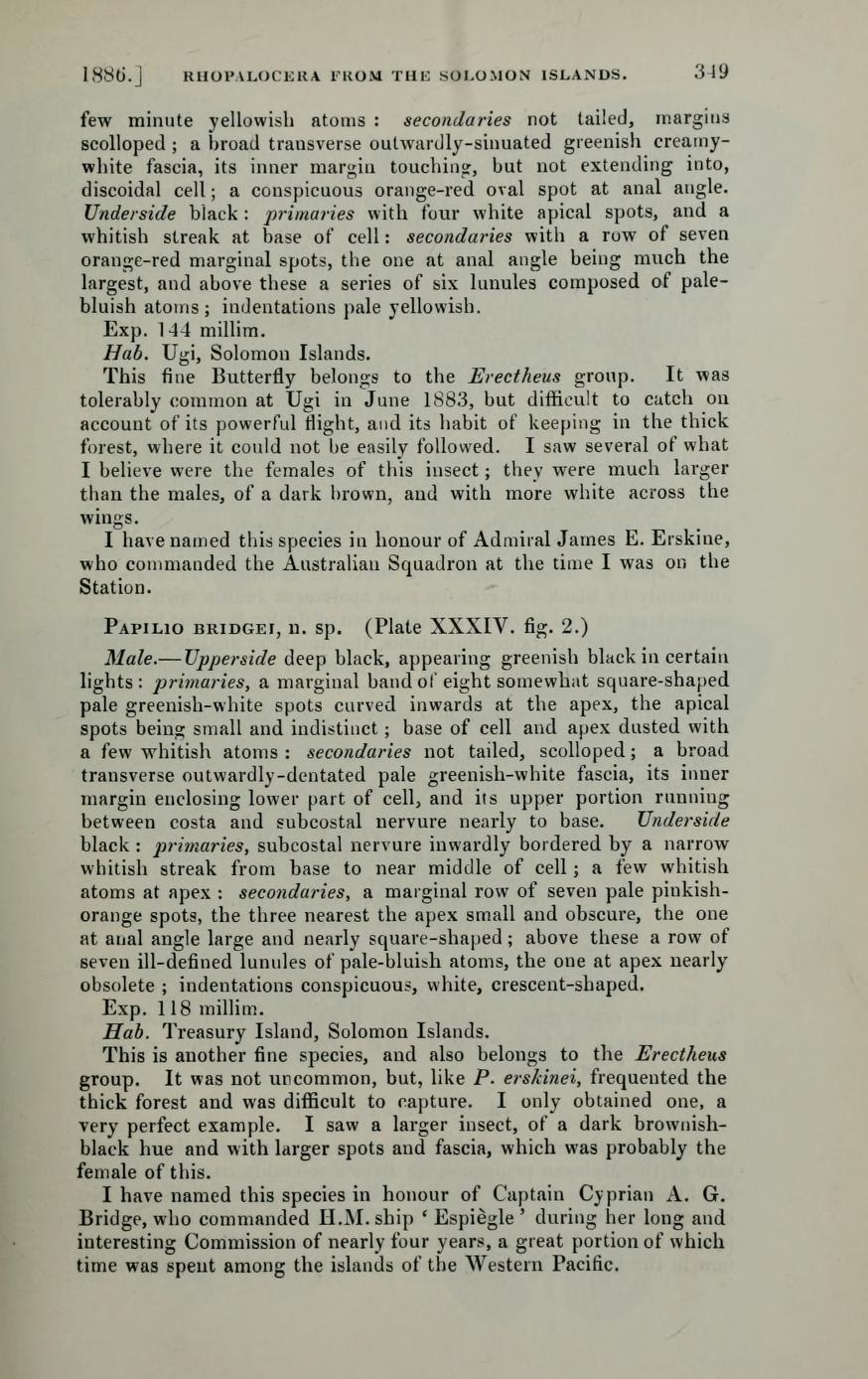